# Ozyptila trux
Ozyptila trux es una especie de araña cangrejo del género Ozyptila, familia Thomisidae.

## Distribución
Esta especie se encuentra en Europa, Cáucaso, Rusia (de Europa al Lejano Oriente) y Japón. Introducido a Canadá.